# Williams Pond
Der Williams Pond ist ein Tümpel im ostantarktischen Viktorialand. Im Wright Valley liegt er 0,6 km nördlich des östlichen Endes der Hoffman Ledge in der Ebene Labyrinth.
Das Advisory Committee on Antarctic Names benannte ihn 2004 nach dem Neuseeländer M. W. (Max) Williams, der zwischen 1973 und 1976 das neuseeländische Bohrteam im Bohrprojekt in den Antarktischen Trockentäler beaufsichtigt hatte.